# رود وجین‌رود
 رود وجین‌رود یک رود در حوضه آبریز دریاچه نمک در استان البرز ایران است که از البرز سرچشمه می‌گیرد. این رود در ارتفاع ۱۶۲۰ متری واقع شده است.